# 잠수

잠수

잠수(潛水)는 물 속으로 완전히 들어가는 행위이다. 수중 호흡기 등 스쿠버 장비를 사용하거나, 맨몸으로도 수행할 수 있다. 사람을 구조하거나 해산물을 채취하는 등 물 속에서 무언가를 꺼내오려는 목적일 때도 있고, 단순히 레저활동일 때도 있다. 잠수함은 잠수를 하기 위해 만들어진 배이다.
- 프리다이빙
- 스쿠버 다이빙
- 대기압 잠수 : 잠수사의 주위를 대기압으로 유지한 상태로 잠수하는 것을 말한다. 대기압 잠수기를 이용한다. 대기압 잠수기는 수압으로부터 인체를 보호하기 위해 금속으로 되어 있고, 잠수함을 인체 크기로 만든 것과 같이 작동한다. 감압증이나 압력 외상, 공기 색전증 등 잠수에 따른 질병이 없어 안전하지만, 다른 잠수 방식에 비해 신체 활동이 현저하게 저하된다.
- 포화 잠수 : 고압 환경에 노출되는 대심도 잠수를 실현하기 위한 기술이다.
- 잠수 수영법 : 헤엄을 치며 잠수를 하는 방법이다.
- 스피어 피싱 : 맨몸으로 잠수하여 작살을 사용하는 어법이다.
- 머구리: 다이빙 헬멧을 이용해 잠수하는 잠수사를 말한다.

## 설명
인간 활동인 잠수는 환경과 상호 작용하기 위해 수면 아래로 내려가는 행위이다. 물에 담그고 높은 주변 압력에 노출되면 주변 압력 다이빙에서 가능한 깊이와 지속 시간을 제한하는 생리학적 영향이 있다. 인간은 생리학적, 해부학적으로 다이빙 환경 조건에 잘 적응하지 못하며, 인간의 잠수 시 깊이와 지속 시간을 연장하고 다양한 유형의 작업을 수행할 수 있도록 다양한 장비가 개발되었다.
대기압 잠수 시 다이버는 주변 물의 압력에 직접 노출된다. 대기압 다이버는 숨을 참으며 다이빙하거나(프리다이빙) 스쿠버 다이빙이나 수면 공급 다이빙을 위해 호흡 장치를 사용할 수 있으며, 포화 다이빙 기술은 장기간의 심해 다이빙 후 감압병(DCS)의 위험을 줄인다. 대기압 다이빙 슈트(ADS)는 높은 주변 압력으로부터 다이버를 격리하는 데 사용될 수 있다. 유인 잠수정은 수심 범위를 확장할 수 있으며 원격 제어 또는 로봇 기계는 인간에 대한 위험을 줄일 수 있다.
환경은 다이버를 광범위한 위험에 노출시키고, 위험은 적절한 다이빙 기술, 훈련, 장비 유형 및 다이빙 모드, 깊이 및 목적에 따라 사용되는 호흡 가스에 의해 크게 통제되지만 상대적으로 위험한 활동으로 남아 있다. 전문 다이빙은 일반적으로 산업 보건 및 안전법에 의해 규제되는 반면 레크리에이션 다이빙은 완전히 규제되지 않을 수도 있다. 다이빙 활동은 레크리에이션 스쿠버 다이빙의 경우 최대 수심 약 40미터(130피트), 상업용 포화 다이빙의 경우 530미터(1,740피트), 대기복 착용 시 610미터(2,000피트)로 제한된다. 다이빙은 지나치게 위험하지 않은 조건으로 제한되지만 허용되는 위험 수준은 다양할 수 있으며 치명적인 사고가 발생할 수 있다.
레크리에이션 다이빙은 인기 있는 레저 활동이다. 테크니컬 다이빙은 보다 어려운 조건에서 수행되는 레크리에이션 다이빙의 한 형태이다. 전문 다이빙(상업 다이빙, 연구 목적 또는 금전적 이득을 위한 다이빙)에는 수중 작업이 포함된다. 공공 안전 다이빙은 법 집행 기관, 화재 구조 팀, 수중 수색 및 복구 다이빙 팀이 수행하는 수중 작업이다. 밀리터리 다이빙에는 전투 다이빙, 클리어런스 다이빙, 선박 사육이 포함된다. 심해 다이빙은 일반적으로 표면에 제공되는 장비를 사용하는 잠수이며, 종종 전통적인 구리 헬멧과 함께 표준 다이빙 복장을 사용하는 것을 의미한다. 안전모 다이빙은 표준 구리 헬멧과 기타 형태의 자유 흐름 및 경량 요구 헬멧을 포함하여 헬멧을 사용하는 모든 형태의 다이빙이다. 숨 참기 다이빙의 역사는 적어도 고전 시대로 거슬러 올라간다. 선사 시대에 수중 수영과 관련하여 해산물을 사냥하고 채집했다는 증거가 있다. 주변 압력에서 수중 다이버에게 호흡 가스를 제공할 수 있는 기술적 진보는 최근에 이루어졌으며 자급식 호흡 시스템은 제2차 세계 대전 이후 빠른 속도로 개발되었다.

## 역사
음식 및 기타 가치 있는 자원(진주, 산호)의 채집, 수집의 수단인 프리다이빙은 기원전 4500년으로 거슬러 올라간다. 고전 그리스와 로마 시대에는 스펀지 다이빙과 해양 구조와 같은 상업용 다이빙 응용 프로그램이 확립되었다. 군사 다이빙은 적어도 펠로폰네소스 전쟁까지 거슬러 올라간다. 레크리에이션 및 스포츠 응용 분야는 최근 개발되고 있다. 대기압 다이빙의 기술 개발은 빠른 하강을 위한 돌추(스칸달로페트라)와 상승을 위한 로프 보조 장치로 시작되었다. 다이빙 벨은 수중 작업 및 탐사를 위한 초기 유형의 장비 중 하나이다. 이 장비의 사용은 기원전 4세기에 아리스토텔레스에 의해 처음으로 기술되었다. 16세기와 17세기에 다이빙 벨은 깊은 곳에서 다이버에게 재생 가능한 공기 공급을 제공할 수 있게 되면서 더욱 유용해졌고 표면에 공급되는 다이빙 헬멧으로 발전했다. 사실상 다이버의 머리를 덮고 압축 공기가 공급되는 소형 다이빙 벨이다. 헬멧에 방수복을 부착하여 개선된 수동 펌프로 공기를 공급한다. 19세기 초에 이 복장은 표준 다이빙 복장이 되었으며, 이로 인해 훨씬 더 광범위한 해양 토목 공학 및 구조 프로젝트를 실행할 수 있게 되었다.
표면 공급 시스템의 이동성 제한으로 인해 20세기에는 개방형 회로 및 폐쇄형 스쿠버 개발이 촉진되었으며, 이는 다이버에게 훨씬 더 큰 자율성을 허용했다. 이 다이빙은 제2차 세계대전 동안 비밀 군사 작전을 위해 인기를 얻었고 전후 과학, 수색 및 구조, 미디어 다이빙, 레크리에이션 및 기술 다이빙을 위해 인기를 얻었다. 무거운 자유 흐름 표면 공급 구리 헬멧은 경량 수요 헬멧으로 진화했으며, 이는 호흡 가스를 사용하여 더 경제적이며 값비싼 헬륨 기반 호흡 혼합물을 사용하여 더 깊은 다이빙에 중요하다. 포화 다이빙은 깊고 긴 노출에서 감압병의 위험을 줄였다.
대안적인 접근 방식은 기계적 복잡성과 제한된 민첩성을 희생하면서 다이버를 수심의 압력으로부터 격리시키는 ADS 또는 장갑복을 개발하는 것이었다. 이 기술은 20세기 중반에 처음으로 실용화되었다. 20세기 후반에는 운전자가 표면에서 ROV를 제어하는 원격 작동 수중 차량(ROV 또는 ROUV)과 자율 수중 차량(AUV)이 개발되면서 다이버를 환경으로부터 격리하는 것이 더욱 쉬워졌다. 이러한 모든 모드는 여전히 사용되고 있으며 각각은 다른 모드에 비해 장점이 있는 다양한 응용 분야를 가지고 있지만 다이빙 벨은 주로 수면에 공급되는 다이버를 위한 운송 수단으로 분류되었다. 어떤 경우에는 표면 지향 또는 포화 표면 공급 다이빙 장비와 작업 또는 관측 클래스 원격 조종 차량을 동시에 사용하는 등의 조합이 특히 효과적이다.

## 같이 보기
- 잠영
- 다이빙
- 다이빙 헬멧